# Sambandsschema
Ett sambandsschema är ett grafiskt hjälpmedel för att med avseende på önskvärd eller icke önskvärd närhet sammanbinda olika funktioner och ytor vid lokalplanläggning.